# Marion (Kentucky)
Marion és una població dels Estats Units a l'estat de Kentucky. Segons el cens del 2000 tenia 3.196 habitants.

## Demografia
Segons el cens del 2000, Marion tenia 3.196 habitants, 1.415 habitatges, i 881 famílies. La densitat de població era de 375,1 habitants/km².
Dels 1.415 habitatges en un 25,8% hi vivien nens de menys de 18 anys, en un 46% hi vivien parelles casades, en un 12,9% dones solteres, i en un 37,7% no eren unitats familiars. En el 35,5% dels habitatges hi vivien persones soles el 19,6% de les quals corresponia a persones de 65 anys o més que vivien soles. El nombre mitjà de persones vivint en cada habitatge era de 2,17 i el nombre mitjà de persones que vivien en cada família era de 2,79.
Per edats la població es repartia de la següent manera: un 20,4% tenia menys de 18 anys, un 7,8% entre 18 i 24, un 24,8% entre 25 i 44, un 24,4% de 45 a 60 i un 22,7% 65 anys o més.
L'edat mediana era de 42 anys. Per cada 100 dones de 18 o més anys hi havia 77,9 homes.
La renda mediana per habitatge era de 23.854 $ i la renda mediana per família de 33.980 $. Els homes tenien una renda mediana de 26.628 $ mentre que les dones 18.646 $. La renda per capita de la població era de 14.766 $. Entorn del 20,2% de les famílies i el 24,3% de la població estaven per davall del llindar de pobresa.

## Poblacions més properes
El següent diagrama mostra les poblacions més properes.